# Русские идут (фильм)
«Русские идут»  (нем. Die Russen kommen) — немецкий (ГДР) художественный фильм режиссёра Хайнера Карова, снятый в 1968 году на киностудии «ДЕФА» по мотивам рассказов Эгона Рихтера. Фильм был запрещён к прокату, уничтожен, восстановлен частично из рабочей копии в 1987 году и получил призы Национального кинофестиваля ГДР.

## Сюжет
Март 1945 года, Германия. 15-летний Гюнтер, гитлерюгендец, чей отец пал на Восточном фронте, всё ещё верит, что война Рейхом не проиграна. Гюнтер никогда не видел войны, всё время что она идёт он живёт обычной жизнью, и когда гуляя по пляжу вместе со своей подругой Кристиной видит выброшенный волнами на берег труп солдата, Гюнтер ошарашен. Но как к чему-то будничному к этому относится находящийся рядом его ровесник — острбайтер из России, который что-то говорит Кристине по-английски, Гюнтер не понимает слов, но понимает смысл — русский уверен в скорой победе.
Во время облавы на беглых остербайтеров Гюнтер загоняет одного из них на крышу, и узнаёт в нём того русского мальчика. Чтобы он не упал и не разбился Гюнтер протягивает ему руку, но в это время полицай убивает русского. Гюнтера за участие в облаве награждают Железным крестом.
При подходе фронта Гюнтера с другими гитлерюгендцами оставляют оборонять дом, но все разбегаются. Гюнтер один оказывается против подходящих русских, его, растерянного, подбирают советские разведчики на джипе, но когда подрываются на мине, Гюнтеру удаётся бежать и вернуться домой — в уже занятую советскими войсками деревню.
Гюнтера арестовывают как участника облавы на остербайтеров. Он признаёт, что был в гитлерюгенде, что получил Железный крест за участие в поимке русского мальчика, но говорит, что сделал это для Германии, и его погибший отец гордился бы им. Ему показывают письмо отца, из которого становится понятно, что тот сознательно искал смерти на фронте, потому что больше не мог выносить участия в карательных акциях. Гюнтер смущён, но всё-таки молчит. В камере его посещают видения — в его воображении рядом с отцом постоянно появляется убитый русский мальчик. На допросе Гюнтер кричит, что он не убийца и не хочет быть единственным, кто виноват, — в состоянии истерики его увозят на скорой помощи в больницу под звучащее объявление о капитуляции Германии.

### Продолжение
Режиссер фильма в 1971 году снял продолжение — фильм «Карьера» — события которого происходят через 25 лет: выясняется, что Гюнтер попал в больницу которая оказалась в американской зоне оккупации, стал гражданином ФРГ — он 40-летний сотрудник западно-германского концерна, не интересуется политикой, трудолюбив и просто хочет жить мирно. Начальство предлагает ему должность начальника отдела, если он найдёт повод уволить начальника-коммуниста. Гюнтер вначале отказывается, но интригами с использованием его жены его вынуждают совершить предательство.

## В ролях
- Герт Краузе-Мельцер — Гюнтер Вальхер, немец, гитлерюгендец
- Виктор Перевалов — Игорь, русский, остарбайтер
- Дороти Майснер — Кристина
- Рольф Людвиг — отец Гюнтера
- Лисси Темпельхоф — мать Гюнтера
- Норберт Кристиан — отец Бергшикер
- Карла Рункель — мать Бергшикер
- Всеволод Сафонов — Голубков
- Клаус Кюхенмейстер — Вилли
- Ханс Хардт-Хардтлоф — полицай
- Петер Баузе — немецкий солдат
- Игорь Туревич — советский солдат
- Александр Слободчиков — Кулешов

## Литературная основа
В основе сюжета фильма рассказы «Объявление» («Die Anzeige») и «Праздник у костра» («Ferien am Feuer») писателя Эгона Рихтера.

## О фильме
Фильм был запрещён к прокату из-за «психологизации фашизма». 
Некоторые отснятые материалы были повторно использованы для ретроспективных сцен в фильме «Карьера», но большая часть оригинального негатива была уничтожена. 
В 1987 году фильм был восстановлен из обнаруженной неполной рабочей копии и эпизодов вошедших в фильм «Карьера».
Премьера фильма состоялась 3 декабря 1987 года в восточно-берлинском кинотеатре «Кино Интернациональ», фильм шёл в кинотеатрах, а в мае 1990 года был показан телевидением ГДР.
В ГДР фильм был удостоен государственного предиката «ценный». В 1988 году на 5-м Национальном кинофестивале ГДР получил призы за режиссуру и сценарий.
В 1988 году фильм был показан в ФРГ во внеконкурской программе Берлинского кинофестиваля.

## Критика
По мнению киноведов фильм является своеобразной «обратной стороной» фильма «Мне было девятнадцать» Конрада Вольфа, по стилистике напоминает советский фильм «Иваново детство» Тарковского, отмечается, что по форме фильм снят по образцам «фильмов новой волны» Жана-Люка Годара.